# Epidavros
Epidavros (griechisch Επίδαυρος [ɛˈpiðavrɔs] (f. sg.)) ist eine Gemeinde in der Argolis auf der Peloponnes, die 1998 aus der Zusammenlegung zweier zuvor selbstständiger Gemeinden, der kleinen Hafenstadt Palea Epidavros und Nea Epidavros, entstanden ist und 2010 um das Gebiet der Gemeinde Asklipiio, in der sich das heute Epidauros genannte Asklepieion befindet, erweitert wurde. Dort befindet sich seit 2010 auch der Sitz der Gemeinde.

## Sehenswürdigkeiten

### Das kleine Theater
Am Stadtrand von Palea Epidavros, an der Akropolis, befindet sich ein kleines Theater aus dem 4. Jahrhundert v. Chr., das in der Antike vermutlich zu einem Dionysos-Heiligtum gehörte. Es wird in der überlieferten antiken Literatur nirgends erwähnt. Im Juli finden dort an den Wochenenden Konzerte statt, im restlichen Sommer wird es heute für den Musikunterricht genutzt.

### Denkmal der Nationalversammlung
In Nea Epidavros befindet sich eine Gedenksäule für die Nationalversammlung, die 1821 hier tagte.

### Die antike Kultstätte
Im westlichen Gemeindebezirk Asklipiio liegt die Ausgrabungsstätte Epidauros (gr. Asklipiio Epidavrou Ασκληπιείο Επιδαύρου oder Archea Epidavros Αρχαία Επίδαυρος), eine antike Kultstätte, die den Status eines UNESCO-Weltkulturerbes hat. Die Kultstätte wurde abseits der eigentlichen Siedlung Palea Epidavros errichtet, da sich dort eine Quelle befand, von der aus die Besucher des Theaters versorgt werden konnten. Das Theater gehört zu den wenigen antiken Theatern, die seit der Antike unversehrt erhalten blieben. Seit 1955 finden dort im Rahmen des Athen & Epidaurus Festival jeden Sommer Veranstaltungen statt.

## Gemeindegliederung
Die Einwohnerzahlen in Klammern stammen aus dem Ergebnis der griechischen Volkszählung 2011.
- Gemeindebezirk Asklipiio (Δημοτική Ενότητα Ασκληπιείου, 4.228 Ew.)
  - Stadtbezirk Asklipiio (Δημοτική Κοινότητα Ασκληπιείου, 2.849 Ew.)
    - Lygourio (Λυγουριό, 2.482 Ew.)
    - Agios Andreas (Άγιος Ανδρέας, 62 Ew.)
    - Anastasopouleika (Αναστασοπουλαίικα, 2 Ew.)
    - Asklipiio Epidavrou (Ασκληπιείο Επιδαύρου) offiziell: Archea Epidavros (Αρχαία Επίδαυρος, 19 Ew.)
    - Chani Merkouri (Χάνι Μερκούρη, 13 Ew.)
    - Choutaleika (Χουταλαίικα, 48 Ew.)
    - Giannouleika (Γιαννουλαίικα, 131 Ew.)
    - Kokkinades (Κοκκινάδες, 51 Ew.)
    - Spilia (Σπηλεία, 36 Ew.)
    - Stamateika (Σταματαίικα, 5 Ew.)

  - Ortsgemeinschaft Agios Dimitrios (Τοπική Κοινότητα Αγίου Δημητρίου, 808 Ew.)
    - Metochi (Μετόχι, 761 Ew.)
    - Gatzia (Γκάτζια, 47 Ew.)

  - Ortsgemeinschaft Adami (Τοπική Κοινότητα Αδαμίου, 330 Ew.)
    - Adami (Αδάμι, 302 Ew.)
    - Agios Nikolaos (Άγιος Νικόλαος, unbewohnt)
    - Dimosia (Δημοσιά, 28 Ew.)

  - Ortsgemeinschaft Arkadiko (Τοπική Κοινότητα Αρκαδικού, 241 Ew.)

- Gemeindebezirk Epidavros (Δημοτική Ενότητα Επιδαύρου, 3.887 Ew.)
  - Ortsgemeinschaft Archea Epidavros (Τοπική Κοινότητα Αρχαίας Επιδαύρου, 1.932 Ew.)
    - Palea Epidavros (Παλαιά Επίδαυρος) bzw. Archea Epidavros (Αρχαία Επίδαυρος, 1.618 Ew.)
    - Agia Paraskevi (Αγία Παρασκευή, 23 Ew.)
    - Galani (Γαλάνη, 23 Ew.)
    - Epano Epidavros (Επάνω Επίδαυρος, 116 Ew.)
    - Moni (Kloster) Kalamiou (Μόνη Καλαμίου, 33 Ew.)
    - Panagia (Παναγία, 74 Ew.)
    - Panorama (Πανόραμα, 45 Ew.)

  - Ortsgemeinschaft Dimena (Τοπική Κοινότητα Δημαίνης, 520 Ew.)
    - Dimena (Δήμαινα, 435 Ew.)
    - Nea Dimena (Νέα Δήμαινα, 85 Ew.)

  - Ortsgemeinschaft Nea Epidavros (Τοπική Κοινότητα Νέας Επιδαύρου, 987 Ew.)
    - Nea Epidavros (Νέα Επίδαυρος, 896 Ew.)
    - Galaneika (Γαλαναίικα, 17 Ew.)
    - Moni (Kloster) Taxiarchon (Μονή Ταξιαρχών, 54 Ew.)
    - Paleochori / Agios Nikolaos (Παλαιοχόρι / Άγιος Νικόλαος, 20 Ew.)

  - Ortsgemeinschaft Trachia (Τοπική Κοινότητα Τραχειάς, 448 Ew.)
    - Trachia (Τραχειά, 143 Ew.)
    - Vothiki (Βοθίκι, 48 Ew.)
    - Exochi (Εξοχή, 24 Ew.)
    - Koliaki (Κολιάκι, 168 Ew.)
    - Koutroumbeika (Κουτρουμπαίικα, 8 Ew.)
    - Mataranga (Ματαράγκα, 23 Ew.)
    - Stavros (Σταυρός, 34 Ew.)